# 조디 헨리
조디 클레어 헨리(Jodie Claire Henry, OAM, 1983년 1월 17일 ~ )는 오스트레일리아의 수영 선수이자, 전 세계 기록 보유자이다.

## 초기 경력
퀸즐랜드주 브리즈번에서 태어나 14세 때 수영을 시작한 헨리는 에든버러에서 열린 영연방 청소년 대회에 참가하여 5개의 금메달을 획득하였다.
2002년 맨체스터에서 열린 코먼웰스 게임에서 100m 자유형은 물론 400m 자유형 계주와 400m 혼계영을 우승하기도 하였다. 그해 후순에 팬패시픽 선수권 대회에서 50m와 100m 자유형에서 은메달을 따고 400m 자유형 계주와 혼계영에서 미국 팀을 제치고 오스트레일리아 팀이 우승하는 데 도움을 주었다.
2003년 바르셀로나에서 열린 세계 선수권 대회에서 100m 자유형 은메달과 2개의 계영 동메달을 땄다. 그해에 "올해의 스피도 여성 스프린터"로 선정되었다.

## 2004년 하계 올림픽
2004년 아테네 올림픽에서 400m 자유형 계주 팀의 최종 주자를 맡으면서 세계 기록 3분 35.94초로 우승을 이끌었다. 그러고나서 100m 자유형에서는 준결승전에서 53.52초의 세계 기록과 함께 이전 세계 기록 53.66초를 깬다. 결승전에서 그 종목을 우승하면서 40년 전의 돈 프레이저 이래 첫 오스트레일리아 100m 자유형 우승 선수가 되었다.
400m 혼계영에서는 3분 57.32초의 세계 기록으로 우승을 이끌면서 그녀를 3개의 세계 기록으로 3개의 금메달을 따는 영웅으로 만들었다.
그해에 오스트레일리아 훈장을 받았고, 11월 29일에는 "올해의 오스트레일리아 수영 선수"로 선정되었다. 또한 혼계영 팀의 일원 페트리아 토머스, 리즐 존스, 잔 루니와 함께 "올해의 골든 모멘트"로 선정되기도 하였다.

## 이후의 경력
2005년 몬트리올에서 열린 세계 선수권 대회에서 100m 자유형을 54.18초로 우승하였다. 400m 자유형 계주에서 우승하면서, 혼계영에서는 예선 선수로서 금메달을 땄다.
이듬해 멜버른에서 열린 코먼웰스 게임에서 100m 자유형 2위를 하였으나 400m 자유형 계주에서 오스트레일리아 팀이 우승하는 데 도움을 주었다.
2007년 멜버른에서 열린 세계 수상 선수권 대회에서는 400m 자유형 계주에서 셰인 리스, 신인 선수 멜러니 슐랭어, 리비 렌턴과 함께 팀을 이루어 세계 선수권 기록 3분 35.48초를 세워 우승하였고, 혼계영에서도 우승을 차지한다.
후에 부상을 당한 헨리는 2008년 베이징 올림픽 혹은 2009년 세계 선수권 대회에 출전하는 데 실패하였다.
2009년 9월 30일 수영에서 은퇴를 선언하였다.

## 같이 보기
- 올림픽 수영 여자 메달리스트 목록
- 수영 자유형 100m 세계 기록 추이
- 수영 계영 400m 세계 기록 추이
- 수영 혼계영 400m 세계 기록 추이